# Наппельбаум, Моисей Соломонович
Моисе́й Соломо́нович Наппельба́ум (14 [26] декабря 1869 или 26 декабря 1869, Минск — 13 июня 1958[…], Москва) — русский и советский фотограф, создавший собственную творческую манеру исполнения студийного фотопортрета.

## Биография
Родился в Минске в 1869 году.
В 1884 году поступил учеником в фотоателье минского фотографа Осипа Боретти. Прилежный ученик последовательно овладел копировкой снимков, ретушью, потом был допущен к самостоятельной съёмке; много позже фотохудожник с благодарностью вспоминал своего первого учителя.
В 1888 году покинул Минск и странствовал по России и другим странам. Побывал в Смоленске, Москве, Варшаве, Вильнюсе, Евпатории. Во время пребывания в Америке работал в Нью-Йорке, Филадельфии, Питтсбурге. В 1895 году вернулся в Минск и открыл павильон портретной фотографии.

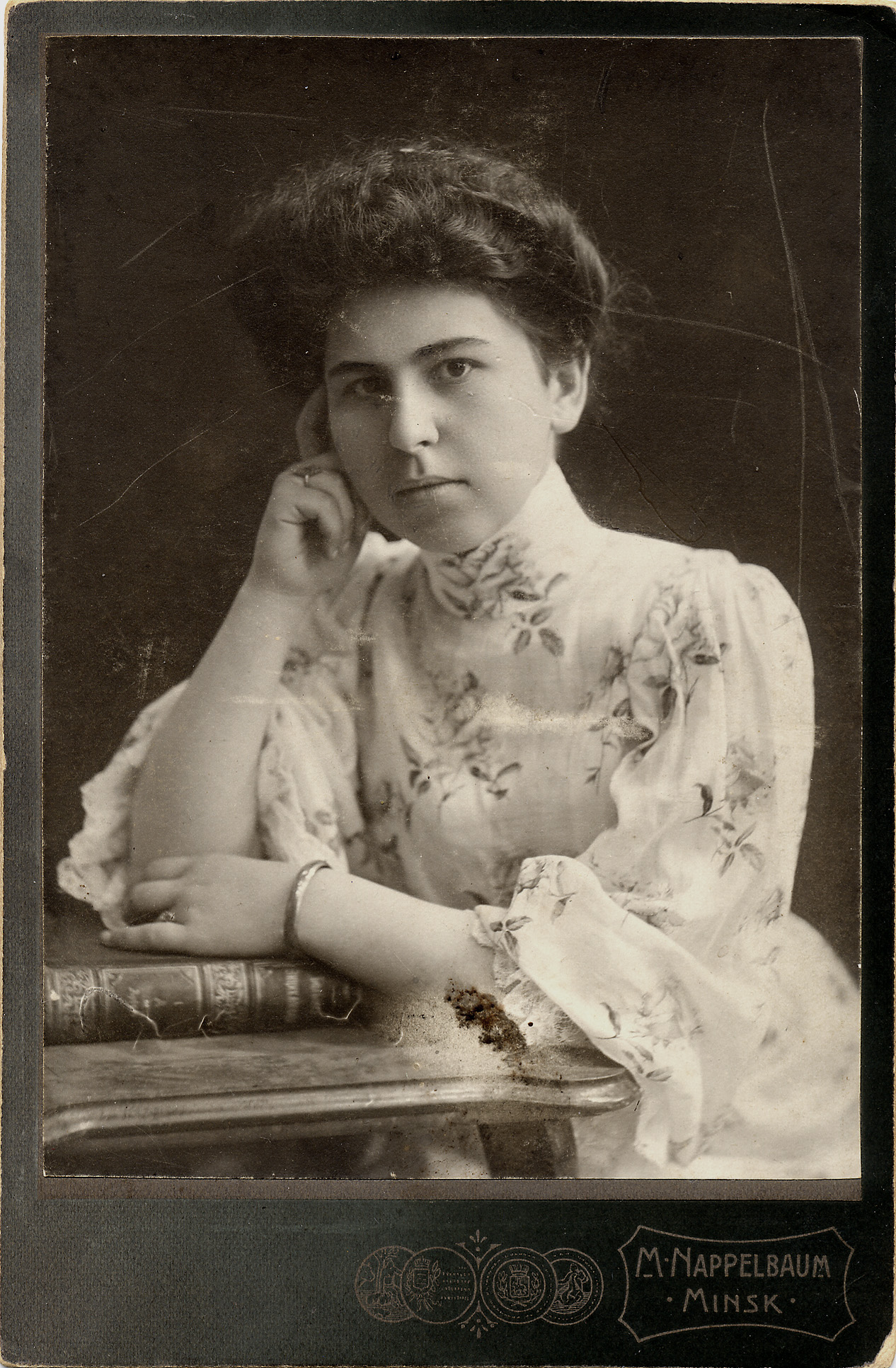
Портрет А. Дашкевич. 1910

В 1910 году переехал в Санкт-Петербург и сотрудничал с журналом «Солнце России».
В Москве ателье Наппельбаума размещалось в доме Анненковых на углу Петровки и Кузнецкого Моста, в Петрограде — на Невском, 72.
В январе 1918 года сделал превосходный портрет Ленина — один из лучших в фотографической Лениниане. В те же годы сделал ряд портретов соратников Ленина. Среди них особо удачные Ф. Дзержинского, Вацлава Воровского, Луначарского и других.
В 1919 году при поддержке Якова Свердлова организовал при ВЦИКе первую государственную фотографию.
В 1920—1930 годы фотографировал выдающихся людей страны: артистов, писателей, художников и учёных.
В начале 1930-х годов Наппельбаум был лишён избирательных прав и как лишенец подлежал высылке из Москвы. С большим трудом ему удалось добиться отмены этого статуса и устроиться на работу в фотоателье, обслуживавшее туристов-фотолюбителей.
Умер в 1958 году. Похоронен на Востряковском кладбище.

## Семья
Дети:
- Дочь — Ида (1900—1992) — поэтесса.
- Дочь — Фредерика (1902—1958) — поэтесса.
- Сын — Лев (1904—1988) — архитектор.
- Дочь — Ольга (1905—1982) — литературовед.
- Дочь — Лиля (Рахиль) (1916—1988) — поэтесса, литературовед.

## Творчество

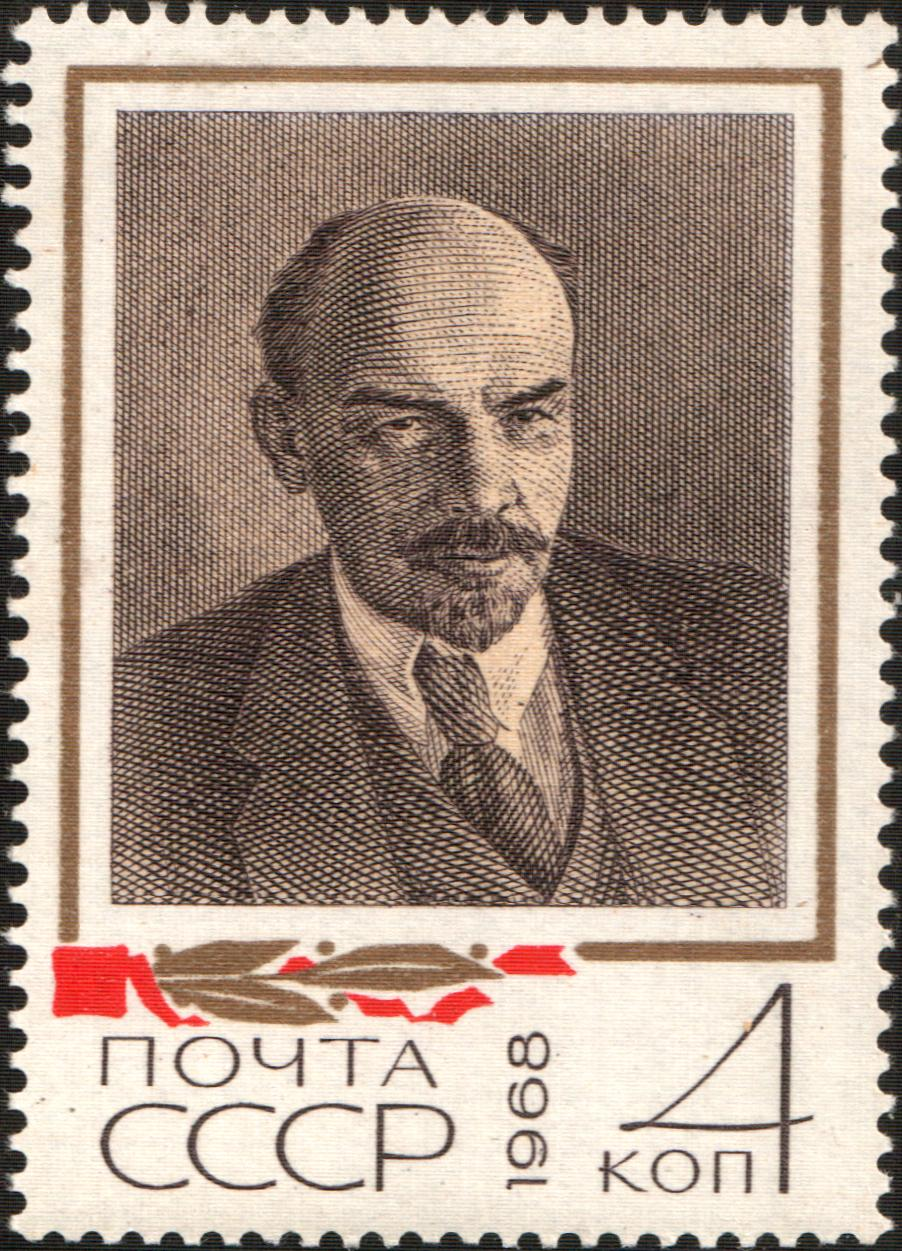
Марка с изображением В. И. Ленина по фотографии М. Наппельбаума

В основу своей манеры Наппельбаум положил особые приемы работы со светом, позволяющие создавать аскетичный и одновременно яркий и достоверный образ портретируемого. Наппельбаум — мастер композиционного решения кадра, изобразительного нюанса. При кажущейся простоте его портреты полны внутреннего драматизма, типичного для русской художественной традиции. Искусно сочетал в своих работах элементы формализма и понимание фотографии как документа.
Несмотря на очевидную аполитичность, ещё в 1918 году Наппельбаум выполнил портрет Ленина, позже — Сталина.
В 1938 году, подписав договор с президиумом Академии наук СССР, выполнил знаменитую серию портретов действительных членов АН СССР.
К техническим особенностям следует отнести любовь фотографа к съемке с одним источником света, использование (чаще всего) объектива Фохтлендер Коллинеар 420 mm, 1: 7,7 и применение живописных кистей для обработки негатива в процессе проявки.

## Звания
- 1935 — Заслуженный артист республики.

## Персональные выставки М.Наппельбаума
- «М. Наппельбаум» Петроград 1918
- «М. Наппельбаум» Москва 1935, 1946, 1955

## Авторская книга

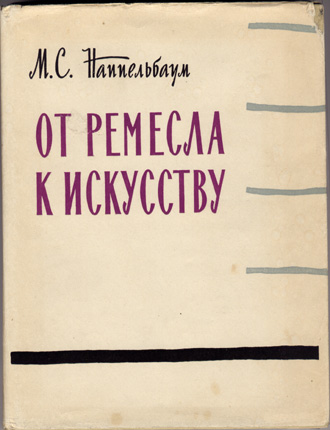
М. Наппельбаум «От ремесла к искусству». (Москва, 1958)

- М.Наппельбаум «От ремесла к искусству» Москва 1958(Второе издание 1972)
- М.Наппельбаум «Избранные фотографии» Альбом / Автор статьи Ан. Вартанов М. Планета 1985 г. 106 с.

## Книги с участием М.Наппельбаума
- «STALIN ON LENIN» Moscow: Foreign Languages Publishing House, 1939  (недоступная ссылка)
- «Антология Советской фотографии, 1917—1940» Издательство ПЛАНЕТА, Москва 1986